# لعبة أور الملكية
لعبة أور الملكية وتعرف أيضاً باسم لعبة أور أو لعبة العشرين مربعاً هي لعبة لوح سباق إستراتيجيّة ثنائيّة، لعبت لأول مرة في التاريخ في بلاد الرافدين في بداية الألف الثالث قبل الميلاد. سرعان ما نالت شعبيتها في ذلك الوقت وانتشرت في العالم القديم ووجدث آثارها موزعة بمناطق الشرق القديم من سريلانكا إلى كريت. زادت شعبية اللعبة بسبب رموزها الروحية، حيث ساد الاعتقاد أن أحداث اللعبة تؤثر على مستقبل اللاعب وأنها تنقل رسائل من الآلهة والكائنات الخارقة. استمرت ممارسة اللعبة حتى العصور القديمة المتأخرة، اللعبة مع مرور الزمن طواها النسيان وغالباً بسبب تطورها إلى أشكال متطورة أكثر مثل لعبة الطاولة، لكنها بقيت عند مجتمع يهود مدينة كوتشي في الهند.
سميت لعبة أور بهذا الاسم نسبةً لموقع أول اكتشاف لها في مدينة أور الأثرية في العراق عن طريق عالم الآثار ليونارد وولي خلال تنقيباته في مقبرة أور ما بين سنتي 1922 و1934م، كما اكتشفت نسخ أخرى في الشرق الأوسط عن طريق علماء آثار آخرين. وجدت أيضاً قواعد لهذه اللعبة محفوظة في لوح إتي مردوخ بالاطو وألذي يعود لسنة 177 ق. م. وبناءً على هذا اللوح قام عالم الآثار البريطاني إرفينغ فينكل بإعادة إحياء اللعبة. يتم التنافس بين لاعبين في هذه اللعبة على سباق جري قطع اللاعب من خلال استخدام نرد رباعي، ومثل لعبة الطاولة تعتمد على الإستراتيجية والحظ.

## التاريخ

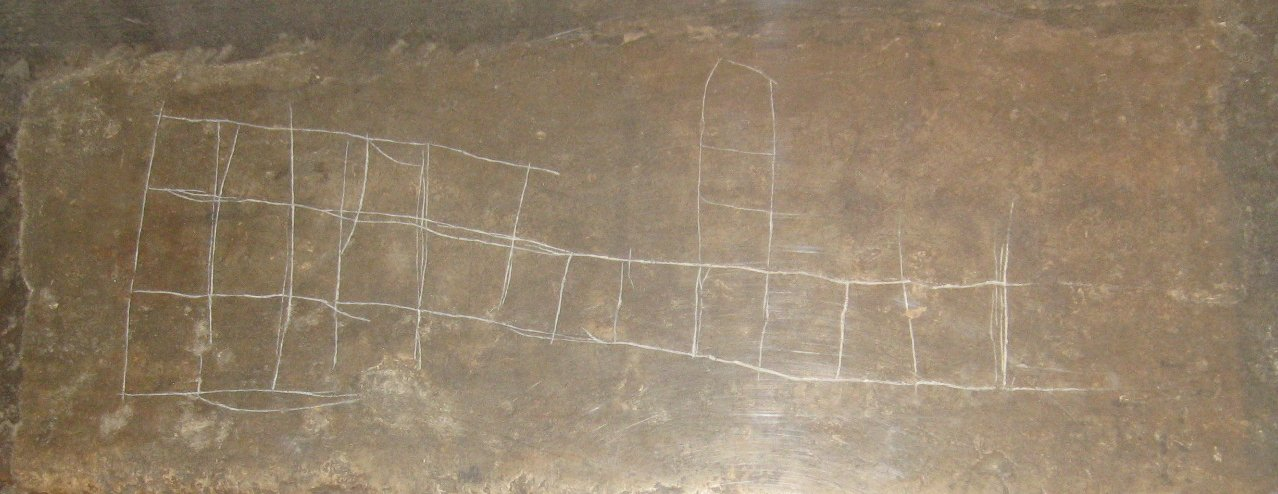
غرافيتو للعبة من قصر الملك سرجون الثاني في دور شروكين وهو موجود حالياً في المتحف البريطاني

كانت للعبة أور شعبيّة واسعة في الشرق الأوسط، وقد وجدت آثارها منتشرة في عدة دول مثل العراق وإيران وسوريا ولبنان ومصر والهند وسريلانكا وقبرص وفي جزيرة كريت. وقد وجدت أربعة ألواح خاصة بهذه اللعبة في مقبرة توت عنخ آمون.
وكانت هذه الألواح ترسم بداخلها مربعات ومرفقة بنُرد وقطع تحريك. اللعبة كانت شعبية عند كل الطبقات الاجتماعية، وقد عثر على نسخة غرافيتو للعبة مرسومة بخنجر على بوابة ثور مجنح في مدينة دور شروكين في قصر الملك سرجون الثاني.
حملت اللعبة رموز خرافية، ذكرت قواعد إتي مردوخ بلاطو بأن اللعبة تحتوي على تخمينات لمستقبل اللاعب من خلال لعبه، وكان يتم التخمين من خلالها بتنبؤات مزعومة عن مستقبل اللاعب مثل «ستتعرف على صديق» و«أنت ستصبح قوي مثل الأسد» وغير ذلك.
نظر الناس إلى نجاح اللاعب خلال حياته من خلال نجاحه في اللعبة. كذلك كان يعتقد بأنّ التحرك من مربع إلى مربع يمثل رسالة من آلهة أو أشباح أو من أرواح الأسلاف أو من روح الشخص نفسه.
من غير المعلوم سبب اختفاء اللعبة في العصور القديمة المتأخرة، إحدى النظريات تقول أن اختفائها كان بسبب انتشار لعبة الطاولة التي حلت محلها. لكن أحد أشكال اللعبة بقي متداولاً عند يهود مدينة كوتشي في جنوب الهند والتي وسبق وانتقلت إليهم من خلال التجارة وبقيت قيد الاستخدام بسبب عدم انتشار الطاولة في جنوب الهند حتى القرون الميلادية المتأخرة، واسم هذه اللعبة عندهم عاشا أو آشا، هذه اللعبة انتشرت في إسرائيل بعد هجرتهم إليها في عقد الخمسينات. تحتوي لعبة عاشا على عشرين مربع مثل لعبة أور، وكل لاعب له إثنا عشر قطعة، فيما لعبة أور تكون له سبعة قطع، وترتيب المربعات مختلف بين اللعبتين.

## الاكتشاف

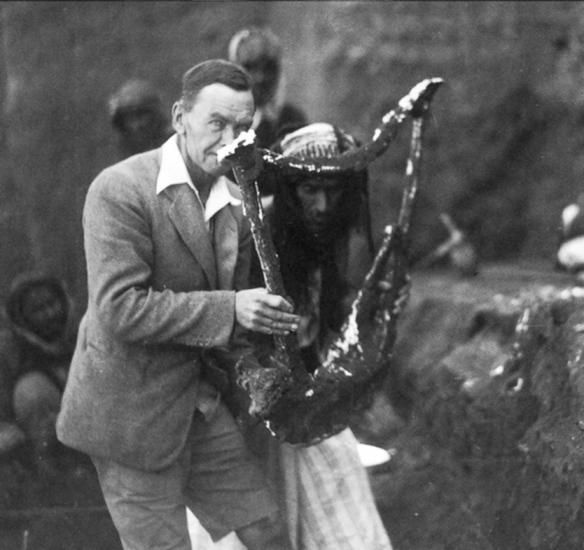
صورة لعالم الآثار الإنجليزي ليونارد وولي أثناء تنقيباته في مدينة أور.

عالم الآثار الإنجليزي ليونارد وولي هو أول من اكتشف اللعبة، حيث عثر وولي على خمس ألواح لها في مقبرة أور أثناء التنقيبات التي أجراها ما بين عامي 1922 و1934م. وبسبب العثور عليها في مقبرة أور الملكية سميت بلعبة أور الملكية، كانت هذه الألواح تعود لحوالي 3000 سنة قبل الميلاد، وهي لنفس نوع اللعبة لكنّها صنعت من مواد وأشكال مختلفة، نشر وولي صوراً للوحين من هذه الألواح في كتابه الأشكال الأولى في سنة 1949م، واحد منها صنع بشكل بسيط من خلفيات أسطوانات صدفيّة مع دوائر زرقاء وحمراء على سطح خشبي مغطى بالأسفلت، والآخر صنع بشكلٍ مُعقّد من صفائح صدفيّة ومُرصّعة بأحجار جيريّة ومن لازورد حمراء. كما وجد في الأخرى صور حيوانات. وعند التدقيق فيها اتضح وجود سبعة أنواع من المربعات والرسوم. بعد اكتشاف هذا اللعبة في أور، وجد باحثون آخرون ألواح أخرى لهذه اللعبة في مناطق أخرى في الشرق الأوسط.

## اللعب

### إعادة الإحياء

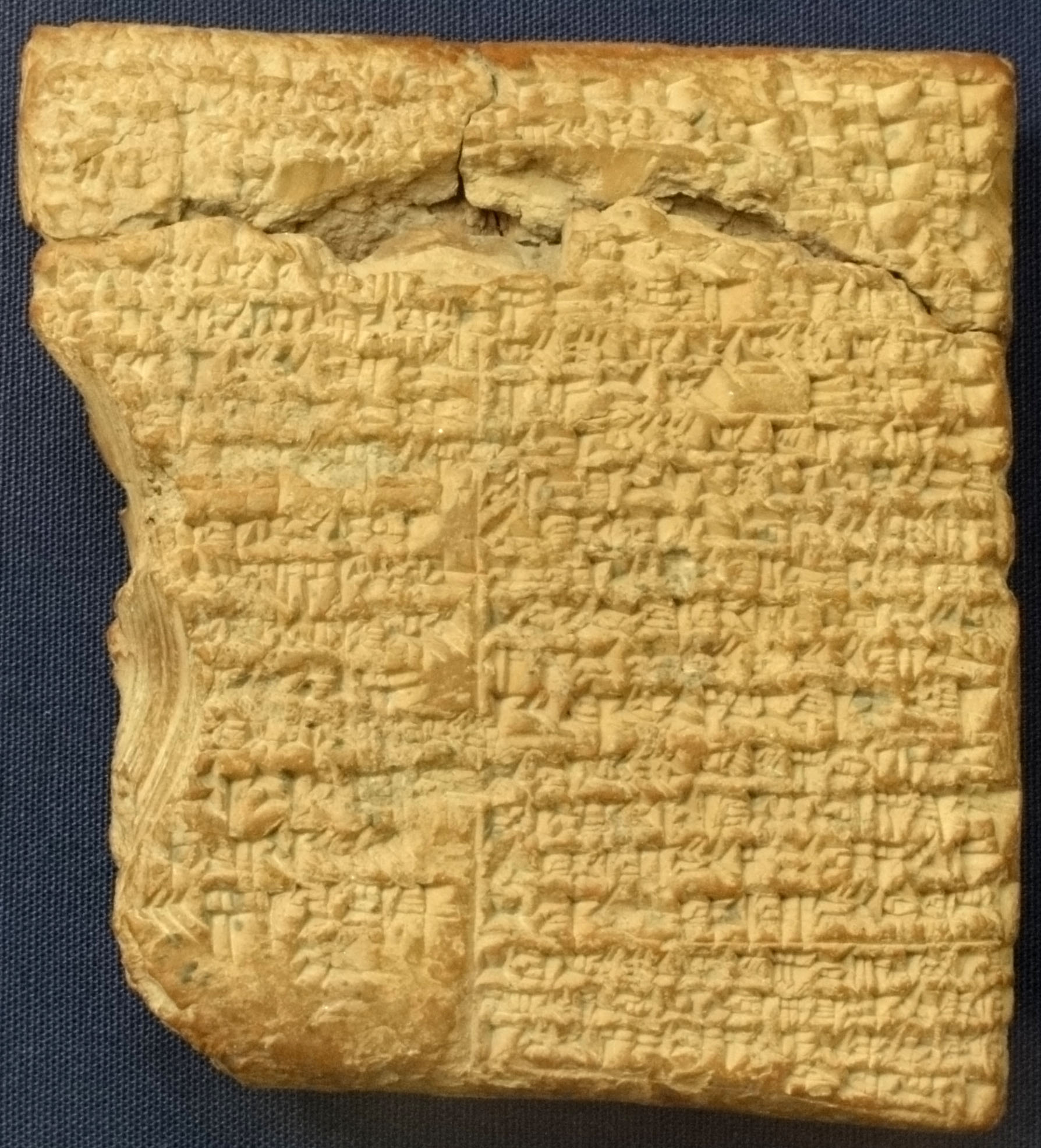
لوح إتي مردوخ بالاطو من سنة 177 ق م يشرح قواعد اللعبة.

عند اكتشاف آثار اللعبة لم يكن أحد يعلم كيف تلعب. في بداية عقد 1980 قام وصي المتحف البريطاني إرفينغ فينكل بترجمة لوح بابلي لمُنجِّم إسمه إتي مردوخ بالاطو وألذي يعود لسنة 177 ق م، هذا اللوح يفسر قواعد اللعبة وألتي كتبها بناءً على قواعد شخص آخر إسمه إيدين بيل. عثر على هذا اللوح في سنة 1880 في بابل وبيع إلى المتحف البريطاني، استخدم فينكل أيضاً صور ألواح أخرى كانت من ضمن ممتلكات الكونت أيمار لايدكيرك بيفورت وهذه الألواح دمرت أثناء الحرب العالمية الأولى، كان هذا اللوح أقدم من لوح إتي مردوخ بالاطو وقد أكتشف في مدينة أوروك. وكان يوجد في اللوحين رسوم بيانية تشرح قوانين اللعبة، وبناءً على ذلك قام فينكل بإعادة تشكيلها. في العراق أيضاً قام هوشمند موفق وهو فنان كردي من مدينة رانية مع المحاضر بعلم الآثار في جامعة رابرين أشلي بارلو بمحاولة احياء اللعبة في العراق وقد ذكر بارلو: نأمل القول إن هذه هي أول لعبة أور ملكية تصمم في العراق منذ آلاف السنين".

### القواعد
لعبة أور هي لعبة تسابق، وهي أساس لعدة ألعاب نرد ظهرت بعدها كلعبة الطاولة ولعبة الليدو والتي لا تزال تلعب اليوم. لدى كل لاعب سبعة قطع تشبه أحجار الضامة. قطع اللاعب الأول تكون بيضاء وعلى كل منها خمس نقاط سوداء، أمّا اللاعب المنافس فتكون قطعه سوداء على كل منها خمس نقاط بيضاء. لوح اللعبة مكون من مستطيلين من المربعات، أحدها مكون من ثلاثة صفوف فيه أربعة مربعات في كل صف، والآخر مكون من ثلاثة صفوف فيه مربعين بكل صف ويربط بين مستطيلي المربعات جسر ضيق مكون من مربعين.
اللعبة تعتمد على الإستراتيجية والحظ، وتحريك القطع يعتمد على رمية النرد الرباعي، وهذا النرد يكون على شكل هرمي، اثنتان من زوايا النرد الرباعي تكون منقطة وهما من تشيران للاعب بالتحرك، واثنان من الزاويتان تكون غير منقطة ولا يستطيع اللاعب تحريك قطعه بناءً عليها، يرمي اللاعب في دورهِ أربعة نُرَد رباعية، والأعداد ألتي تظهر في النُرد هي من 0 إلى 4، والرقم 2 هو الرقم الأكثر فرصة للظهور، وثم رقمي 3 و1 وثم رقمي 4 و0. العدد ألذي يظهر في رمية النُرد يشير إلى عدد المربعات ألتي يستطيع اللاعب عبورها خلال الدور الواحد، وللاعب امكانية اختيار تحريك قطعته الموجودة في اللعبة أو ادخال قطعة أخرى له، تستغرق اللعبة ما بين نصف ساعة إلى ساعة.
هدف اللاعب في اللعبة هو تحريك كل قطعه السبعة (شكلان يوضحان كيفية تحريك القطع) ليعبر الأربع عشر مربع الخاصة به. كل لاعب يكون له جانب يحرك به قطعه، ويكون له أربعة مربعات في البداية خاصة به، يستطيع تحريك قطعه وحده بأمان فيها من دون الخوف أن تحتجز، لكنه فيما بعد سيضطر إلى تحريك قطعه عند المربعات الثمانية المشتركة مع خصمه وألتي تكون غير آمنة من الاحتجاز ما عدا المربع الوردة، وإذا تمكن اللاعب من احتجاز قطعة اللاعب الخصم سترجع قطعة اللاعب الخصم إلى البداية. بالمجموع يكون لكل لاعب ستة مربعات آمنة وثمانية غير آمنة. لا يجوز لكلا اللاعبين وضع قطعتين في نفس المربع، وإذا أظهر النرد عدد تكون مربعاته محجوزه يبطل دوره، لذلك وضع عدة قطع للاعب خلال اللعبة ممكن يضعف قابليته على التقدم.
عند مجئ دور اللاعب للحراك يكون له خيار تحريك قطعته داخل اللعبة أو إدخال قطعة جديدة، وبحسب إستراتيجية اللاعب فهو غير مجبر على احتجاز قطعة اللاعب المنافس، ومهما كانت نتيجة رمية النُرد فاللاعب مجبر على تحريك إحدى قطعه وفقاً لها وحتى لو لم تكن الرمية جيدة عنده. في وسط اللوح يوجد مربع به وردة مرسومة بداخله، هذا المربع يوفر للاعب الأمان من الحجز، وكل لاعب تكون له ثلاثة مربعات ورد وبحسب قانون فينكل فأن اللاعب يحظى برمية نرد أخرى في حال وصل إلى مربع الوردة. لكي ينجح اللاعب بإخراج كل قطعه من اللعبة عليه إكمال كل المربعات حتى النهاية.

## القمار
ذكرت إحدى أبحاث آثار حول هذه اللعبة أنها كانت شكل من أشكال القمار، حيث اكتشف وجود إحدى وعشرين كرة صغيرة بجانب إحدى ألواح لعبة أور، ويعتقد أن هذه الكرات استخدمت في المراهنات، وفي قانون لعبة إتي مردوخ بالاطو في حال فشل قطعة اللاعب في الوصول إلى مربع الوردة يتم خصم نقطة منه، أمّا في حال الوصول إليه فيحصل على نقطة.